# Campeonato Europeu de Atletismo em Pista Coberta de 2009
O 30º Campeonato Europeu de Atletismo em Pista Coberta foi realizado no Palasport Olimpico, em Turim, Itália, entre os dias 6 e 8 de março de 2009. 45 nações participaram do torneio com 530 atletas em 26 modalidades. 

## Medalhistas
Masculino 
| Evento               | Ouro                                                                        | Ouro    | Prata                                                                    | Prata   | Bronze                                                                         | Bronze  |
| 60 m                 | Dwain Chambers · Grã-Bretanha                                               | 6.46    | Fabio Cerutti · Itália                                                   | 6.56    | Emanuele di Gregorio · Itália                                                  | 6.56    |
| 400 m                | Johan Wissman · Suécia                                                      | 45.89 , | Claudio Licciardello · Itália                                            | 46.32   | Ioan Vieru · Roménia                                                           | 46.54   |
| 800 m                | Yuriy Borzakovskiy · Rússia                                                 | 1:48.55 | Luis Alberto Marco · Espanha                                             | 1:49.14 | Mattias Claesson · Suécia                                                      | 1:49.32 |
| 1500 m               | Rui Silva · Portugal                                                        | 3:44.38 | Diego Ruiz · Espanha                                                     | 3:44.70 | Yoann Kowal · França                                                           | 3:44.75 |
| 3000 m               | Mo Farah · Grã-Bretanha                                                     | 7:40.17 | Bouabdellah Tahri · França                                               | 7:42.14 | Jesús España · Espanha                                                         | 7:43.29 |
| 60 m com barreiras   | Ladji Doucouré · França                                                     | 7.55    | Gregory Sedoc · Países Baixos                                            | 7.55    | Petr Svoboda · Chéquia                                                         | 7.61    |
| 4x400 m              | Itália · Jacopo Marin · Matteo Galvan · Domenico Rao · Claudio Licciardello | 3:06.68 | Grã-Bretanha · Richard Buck · Nick Leavey · Nigel Levine · Philip Taylor | 3:07.04 | Polónia · Jan Ciepiela · Marcin Marciniszyn · Jarosław Wasiak · Piotr Klimczak | 3:07.04 |
| salto em altura      | Ivan Ukhov · Rússia                                                         | 2.32    | Kyriakos Ioannou · Chipre · Aleksey Dmitrik · Rússia                     | 2.29    |                                                                                |         |
| salto com vara       | Renaud Lavillenie · França                                                  | 5.81 =  | Pavel Gerasimov · Rússia                                                 | 5.76    | Alexander Straub · Alemanha                                                    | 5.76    |
| salto em comprimento | Sebastian Bayer · Alemanha                                                  | 8.71 ,  | Nils Winter · Alemanha                                                   | 8.22    | Marcin Starzak · Polónia                                                       | 8.18 NR |
| salto triplo         | Fabrizio Donato · Itália                                                    | 17.59 , | Viktor Yastrebov · Ucrânia                                               | 17.25   | Igor Spasovkhodskiy · Rússia                                                   | 17.15   |
| arremesso de peso    | Tomasz Majewski · Polónia                                                   | 21.02   | Yves Niaré · França                                                      | 20.42 , | Ralf Bartels · Alemanha                                                        | 20.39   |
| heptatlo             | Mikk Pahapill · Estónia                                                     | 6362    | Oleksiy Kasyanov · Ucrânia                                               | 6205 ,  | Roman Šebrle · Chéquia                                                         | 6142    |

Feminino 
| Evento               | Ouro                                                                              | Ouro      | Prata                                                               | Prata   | Bronze                                                                                     | Bronze  |
| 60 m                 | Yevgeniya Polyakova · Rússia                                                      | 7.18      | Ezinne Okparaebo · Noruega                                          | 7.21 ,  | Verena Sailer · Alemanha                                                                   | 7.22    |
| 400 m                | Antonina Krivoshapka · Rússia                                                     | 51.18     | Nataliya Pyhyda · Ucrânia                                           | 51.44   | Darya Safonova · Rússia                                                                    | 51.85   |
| 800 m                | Mariya Savinova · Rússia                                                          | 1:58.11   | Oksana Zbrozhek · Rússia                                            | 1:59.20 | Elisa Cusma Piccione · Itália                                                              | 2:00.23 |
| 1500 m               | Natalia Rodríguez · Espanha                                                       | 4:08.72   | Sonja Roman · Eslovénia                                             | 4:11.42 | Roisin McGettigan · Irlanda                                                                | 4:11.58 |
| 3000 m               | Alemitu Bekele · Turquia                                                          | 8:46.50 , | Sara Moreira · Portugal                                             | 8:48.18 | Mary Cullen · Irlanda                                                                      | 8:48.47 |
| 60 m com barreiras   | Eline Berings · Bélgica                                                           | 7.92      | Lucie Škrobáková · Chéquia                                          | 7.94    | Derval O'Rourke · Irlanda                                                                  | 7.97    |
| 4x400 m              | Rússia · Natalya Antyukh · Darya Safonova · Yelena Voynova · Antonina Krivoshapka | 3:29.12   | Grã-Bretanha · Donna Fraser · Kim Wall · Vicki Barr · Marilyn Okoro | 3:30.42 | Bielorrússia · Alena Kievich · Katsiaryna Bobryk · Hanna Tashpulatava · Katsiaryna Mishyna | 3:35.03 |
| salto em altura      | Ariane Friedrich · Alemanha                                                       | 2.01      | Ruth Beitia · Espanha                                               | 1.99    | Viktoriya Klyugina · Rússia                                                                | 1.96    |
| salto com vara       | Yuliya Golubchikova · Rússia                                                      | 4.75 =    | Silke Spiegelburg · Alemanha                                        | 4.75 ,  | Anna Battke · Alemanha                                                                     | 4.65    |
| salto em comprimento | Ksenija Balta · Estónia                                                           | 6.87 ,    | Yelena Sokolova · Rússia                                            | 6.84    | Olga Kucherenko · Rússia                                                                   | 6.82    |
| salto triplo         | Anastasiya Taranova-Potapova · Rússia                                             | 14.68     | Marija Šestak · Eslovénia                                           | 14.60   | Dana Veldáková · Eslováquia                                                                | 14.40 , |
| arremesso de peso    | Petra Lammert · Alemanha                                                          | 19.66     | Denise Hinrichs · Alemanha                                          | 19.63   | Anca Heltne · Roménia                                                                      | 18.71   |
| pentatlo             | Anna Bogdanova · Rússia                                                           | 4761      | Jolanda Keizer · Países Baixos                                      | 4644    | Antoinette Nana Djimou Ida · França                                                        | 4618    |

## Quadro de medalhas
| Ordem | País          | Medalha de ouro | Medalha de prata | Medalha de bronze | Total |
| ----- | ------------- | --------------- | ---------------- | ----------------- | ----- |
| 1     | Rússia        | 9               | 4                | 4                 | 17    |
| 2     | Alemanha      | 3               | 3                | 4                 | 10    |
| 3     | França        | 2               | 2                | 2                 | 6     |
| 3     | Itália        | 2               | 2                | 2                 | 6     |
| 5     | Grã-Bretanha  | 2               | 2                | 0                 | 4     |
| 6     | Estónia       | 2               | 0                | 0                 | 2     |
| 7     | Portugal      | 1               | 1                | 0                 | 2     |
| 8     | Polónia       | 1               | 0                | 2                 | 3     |
| 9     | Suécia        | 1               | 0                | 1                 | 2     |
| 10    | Bélgica       | 1               | 0                | 0                 | 1     |
| 10    | Turquia       | 1               | 0                | 0                 | 1     |
| 12    | Espanha       | 1               | 3                | 1                 | 5     |
| 13    | Ucrânia       | 0               | 3                | 0                 | 3     |
| 14    | Países Baixos | 0               | 2                | 0                 | 2     |
| 15    | Chéquia       | 0               | 1                | 2                 | 3     |
| 16    | Eslovénia     | 0               | 2                | 0                 | 2     |
| 17    | Chipre        | 0               | 1                | 0                 | 1     |
| 17    | Noruega       | 0               | 1                | 0                 | 1     |
| 19    | Irlanda       | 0               | 0                | 3                 | 3     |
| 19    | Roménia       | 0               | 0                | 2                 | 2     |
| 21    | Bielorrússia  | 0               | 0                | 1                 | 1     |
| 21    | Eslováquia    | 0               | 0                | 1                 | 1     |

## Participantes por nacionalidade
| - Albânia (3) - Armênia (2) - Áustria (7) - Azerbaijão (1) - Bielorrússia (13) - Bélgica (6) - Bósnia e Herzegovina (2) - Bulgária (7) - Croácia (3) - Chipre (5) - Chéquia (14) - Dinamarca (13) - Estónia (13) - Finlândia (13) - França (36) | - Geórgia (1) - Dinamarca (36) - Gibraltar (1) - Grã-Bretanha (29) - Grécia (7) - Hungria (7) - Irlanda (16) - Israel (6) - Itália (34) - Letônia (5) - Lituânia (10) - Macedônia do Norte (1) - Malta (1) - Moldávia (1) - Mónaco (1) | - Países Baixos (14) - Noruega (6) - Polónia (21) - Portugal (12) - Roménia (17) - Rússia (57) - San Marino (2) - Sérvia (5) - Eslováquia (11) - Eslovênia (6) - Espanha (36) - Suécia (13) - Suíça (4) - Turquia (12) - Ucrânia (20) |

Legenda
| Recorde mundial       | Recorde mundial (World record)               |                       | Recorde africano                      | Recorde africano (African) |                                           | Q | Classificado por posição (Qualified) |
| Recorde do campeonato | Recorde do campeonato (Championship record)  | Recorde da América    | Recorde da América (Americas)         | q                          | Classificado por melhor tempo (Qualified) |   |                                      |
| Melhor marca do ano   | Melhor marca do ano (World leading)          | Recorde asiático      | Recorde asiático (Asian)              | DNS                        | Não largou (Did not start)                |   |                                      |
| Recorde nacional      | Recorde nacional (National record)           | Recorde europeu       | Recorde europeu (European)            | DNF                        | Não terminou (Did not finish)             |   |                                      |
| Recorde pessoal       | Recorde pessoal do atleta (Personal best)    | Recorde da Oceania    | Recorde da Oceania (Oceania)          | DSQ / DQ                   | Desclassificado (Disqualified)            |   |                                      |
| Recorde da temporada  | Recorde da temporada do atleta (Season best) | Recorde sul-americano | Recorde sul-americano (South America) | NM                         | Sem marca (No mark)                       |   |                                      |